# Kristotomus triangulatorius
Kristotomus triangulatorius là một loài tò vò trong họ Ichneumonidae.